# Kamšos miškas II
Kamšos miškas II este o arie protejată (sit de importanță comunitară — SCI) din Lituania întinsă pe o suprafață de 28,71 ha, integral pe uscat.

## Localizare
Centrul sitului Kamšos miškas II este situat la coordonatele 54°53′10″N 23°52′07″E / 54.8861°N 23.8686°E.

## Înființare
Situl Kamšos miškas II a fost declarat sit de importanță comunitară în septembrie 2021 pentru a proteja un număr necunoscut de specii din flora spontană și fauna sălbatică aflate în arealul zonei.

## Biodiversitate
Situată în ecoregiunea boreală, aria protejată conține 1 habitat natural: Păduri pe pante, grohotișuri și ravene de Tilio-Acerion.
La baza desemnării sitului se află un număr nedeclarat de specii protejate.